# Долганський Сергій Миколайович
Сергі́й Микола́йович Долга́нський (*15 вересня 1974, Здолбунів, Рівненська область) — колишній український футболіст, воротар, найбільш відомий виступами за полтавську «Ворсклу». Мав досвід виступів за молодіжну збірну України.

## Клубна кар'єра
Розпочав професійну футбольну кар'єру у головній команді Рівненщини — «Вересі», у складі якої провів дві гри у першій лізі першого чемпіонату України 1992 року, по результатах якого команда пробилася до вищої ліги національної першості. У матчах вищого дивізіону дебютував 16 серпня 1992 року у грі «Вереса» проти львівських «Карпат» (нічия 1:1). На початку 1993 року перейшов до харківського «Металіста», в якому мав проблеми з потраплянням до основного складу, та за півтора року повернувся до Рівного.
На початку сезону 1995—1996 перейшов до одеського «Чорноморця», у якому за рік став основним воротарем, усього провів у команді 3½ сезони. На початку 1999 року приєднався до складу криворізького «Кривбаса», у складі головної команди якого на полі жодного разу не з'явився, провівши натомість 10 ігор у складі другої команди. 2000 року перейшов до київського ЦСКА, в якому також був змушений задовольнятися іграми за другу команду.
На початку 2001 року уперше приєднався до полтавської «Ворскли», у якій швидко зайняв позицію основного воротаря. З того часу перебування гравця у Полтаві переривалося на два роки — спочатку, 2002 року, він перебував у складі донецького «Шахтаря», де не зміг пробитися до основного складу та провів лише 2 гри за «Шахтар-2». Згодом, у 2004, знову виступав у Донецьку, цього разу у складі «Металурга», де спочатку був основним воротарем, а вже восени втратив постійне місце на полі і врешті-решт з початку 2005 року повернувся до «Ворскли». 
У травні 2010 року 35-річний футболіст, який мав на той час в активі 144 матчі у складі «Ворскли», уклав новий однорічний контракт з командою. Згодом контракт з голкіпером знову було продовжено, «Ворскла» стала останнім професійним клубом у кар'єрі Долганського, який завершив виступи на футбольному полі влітку 2013 у віці 38 років.

## Виступи за збірні
1993 року залучався до складу молодіжної збірної України U21, за яку відіграв 6 матчів, пропустивши 4 голи. Дебют — 27 квітня у грі проти однолітків з Ізраїлю, перемога 2:1.

## Кар'єра тренера
Після завершення кар'єри гравця розпочав працювати тренером. В період 2015-2018 працював тренером воротарів в клубі «Жемчужина» (Одеса).
Згодом повернувся в рідну «Ворсклу» на таку ж посаду. З 4 січня 2024 року очолив рідний клуб як в. о. головного тренера..

## Досягнення
- Володар Кубка України 2009;
- Член Клубу Євгена Рудакова: 107 матчів на «0».